# تشكيل الدلاليك

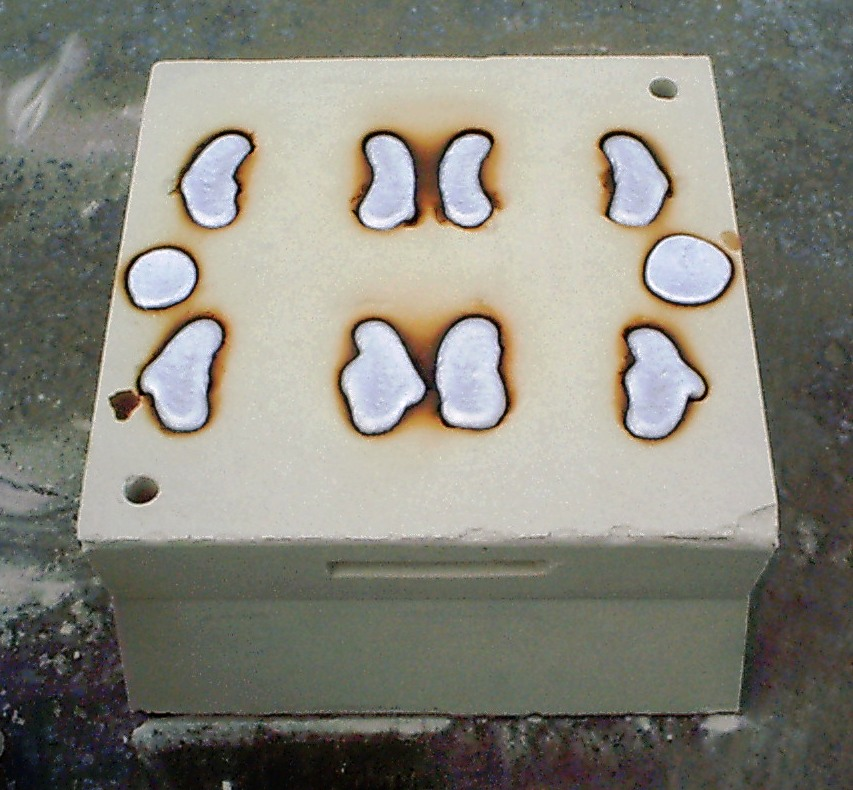

الدلاليك تستخدم في عمليات صب المعادن لعمل تجاويف بداخل المسبوك.تصنع من رمل المسبك بطرق خاصة وتزال بعد تجمد المعدن المصبوب.

من الخواص الأساسية المطلوب توافرها في الدلاليك أن تقاوم عند وضعها في القوالب القوي الإستاتيكية والديناميكية المؤثرة عليها من المعدن المنصهر، فيجب عند صب المعدن وغمرها به ان تقاوم التآكل والكسر والصدمات الحرارية وتسرب المعدن علاوة علي ثباتها في مواضعها لإنتاج مصبوبات خالية من العيوب، ولإزالة الدلاليك بسهولة من قوالب التشكيل يجب صناعة الدلاليك من مواد ملائمة يسهل إزالتها. ويعتبر الرمل من أنسب المواد لصناعة الدلاليك ومع ذلك يمكن صناعتها من المعدن أو الخزف كما في القوالب المستديمة وسباكة الإسطمبات.

## الرمال المستخدمة في صناعة الدلاليك
رمال الدلاليك عبارة عن مخاليط رملية ملائمة لعمل وصناعة الدلاليك، ويجب أن تتوافر لمخلوط الرمل الخواص الاتية:
- يجب أن يكون أكثر مقاومة للإجهادات من الرمل الأخضر (الرطب) وأن تكون سهلة التشكيل إلي شكل الدلاليك.
- يجب أن تزداد مقاومتها للإجهادات وتكتسب الصلادة والصفات المرغوبة الأخرى وذلك بعد عملية التجفيف والتحميص.
- مقاومته لتأثير المعدن المنصهر والصدمة الحرارية والقدرة علي التنفيس لخروج الغازات.
- سهولة إزالتها من المصبوب بعد التجمد.
- الاحتفاظ بالخواص المرغوب فيها لفترات طويلة عند تخزين الدلاليك المحمصة.

بتحقيق هذه الخواص فإن مخلوط الرمل المستخدم في صناعة الدلاليك لا يصبح مصدرا لأهم العيوب التي توجد بالمسبوكات بعد صبها.

## المواد الداخلة في تركيب رمل الدلاليك
تتكون رمال الدلاليك من مخاليط الرمل ومن مواد عضوية لتعطي متانة للرمل الأخضر والرمل المحمص ومن إضافات أخرى تستخدم في أغراض خاصة.
- الرمال: يجب أن تكون حبيبات الرمل المستخدمة للدلاليك أكثر مقاومة للحرارة من حبيبات رمل القالب نفسه وفي أغلب الأحيان تستخدم رمال الشاطئ والبحيرة الدقيقة في حجم حبيباتها في أشغال الحديد الزهر والمصبوبات غير الحديدية.
- مواد الربط: تعمل مواد الربط علي تماسك حبيبات الرمل بعضها مع بعض كما أنها تكسب الرمل مقاومة للإجهادات وللتآكل والكسر كما تعطيه خاصية مقاومة القابلية للانهيار. وتنقسم إلي نوعين، عضوية وغير عضوية، والروابط العضوية قابلة للاحتراق وتتلفها الحرارة وهي لذلك تفقد خاصية الربط والتماسك عند 900 درجة مئوية تقريبا وعندما تتلاشي مع سبائك المصبوبات المنصهرة وو علي ذلك فهي تساعد إلي درجة ما في تحسين مقاومة خليط الدلاليك للانهيار، أما مواد الربط غير العضوية فهي غير قابلة للاحتراق وتحتفظ عند درجات الحرارة العالية بمتانة ملحوظة ومقومة للتآكل وتصبح نسبيا غير قابلة للانهيار.
- الروابط العضوية: زيت الدلاليك عبارة عن زيوت صناعية تتكون من توليفة معينة من أهم صفاتها تكوين غشاء لاصق صلب تتماسك به حبيبات الرمل بعد التحميص مثال علي ذلك زيت بذر الكتان والحبوب والراتنجات واللدائن والقطران والدكسترين والعسل الأسود والقلفونية وزيت القلفونية والجلاتين وغيرها من مواد الربط العضوية.
- المواد غير العضوية: يعتبر كل من الطين الحراري وأنواع البنتونايت ومسحوق السليكا وأكسيد الحديد روابط غير عضوية تدخل في تركيب مخاليط رمل الدلاليك وهي تعطي مقاومة للإجهادات تحت تأثير الحرارة أو ملامسة سطح المصبوب.
- الماء: تحتاج كثير من الروابط إلي الماء لتنشيطها ومن هذه الروابط دقيق الحبوب والعسل الأسود والدكسترين والكازيين وروابط الكبريت ويصبح نشاء الحبوب لدنا لصوقا عندما يكون رطبا فيكسب الرمل الأخضر مقاومة عالية للإجهادات.

## إختبارات رمال الدلاليك
إن أفضل طريقة لوصف طبيعة رمل الدلاليك هي التعبير عنها بدلالة مخلوط الرمل وخواصه التي تظهر كنتيجة لاختبار الرمل، وتختبر مخاليط الرمل ويتم ضبطها بتحديد نسبة الرطوبة والطمي ومقاومة الإجهادات للرمل وهو أخضر (رطب) والمسامية ثم مقاومة الرمل المحمص للإجهادات الميكانيكية.

## الدلاليك وعيوب المسبوكات
بجانب عيوب المسبوكات فإنه من الجدير بالذكر بأن الدلاليك يمكن أن تكون مصدرا للعيوب التي توجد بالمصبوبات (المسبوكات) فالدلاليك الرديئة أو المعيبة لا يصح استخدامها في عمليات السباكة ولذا يجب فحصها قبل إرسالها لعمال السباكة لوضعها في القوالب، وفيما يلي بعض العيوب التي يمكن تدراكها:
- عدم المطابقة للأبعاد والشكل.
- عدم الدقة في تجميعات الدلاليك المركبة.
- التصاق الدليك.
- الرمل السائب.
- الزعانف والزوائد.
- الدلاليك المشدوخة.
- البخبخة الغازية.
- إمكان تسرب المعدن داخلها.
- تآكل الدليك.
- تمزق المصبوب وهو ساخن.
- العروق.
- القشور والانبعاج.
- البطح.

## مواد طلاء الدلاليك
تعرف مواد طلاء الدلاليك عامة بمواد الدهان أو المواد التي تغمس فيها الدلاليك أو التي تستعمل في تلوينها باللون الأسود ويمكن إستعمالها وهي سائلة فترش أو تغمس فيها الدلاليك أو يجري الطلاء باستعمال فرشاة كما تستعمل وهي في صورة مواد صلبة فترش بها الدلاليك وهي تتكون عادة من سائل حامل لمادة تقاوم الحرارة مع مادة أو مواد ربط تجفيف الدلاليك وتجميعها بعد طلائها.